# A.T.O.M. (Alpha Teens On Machines)
A.T.O.M. – Alpha Teens on Machines (cunoscut ca Action Man: A.T.O.M. în unele țări) este un serial de televiziune animat francez, produs de SIP Animation în asociere cu Jetix Europe. Seria se concentrează pe aventurile a cinci adolescenți în locația ficțională Landmark City. Alpha Teens, alcătuită din Axel Manning (principalul personaj), Catalina Leone, Crey Kingston, Zack Hawkes și Ollie Sharker, testează prototipurile și armele pentru Lee Industries și folosesc aceste prototipuri pentru a combate criminalii. 
Seria a debutat pe 27 august 2005 pe Jetix, cu primul său sezon alcătuit din 26 de episoade. A fost reînnoit pentru un al doilea sezon, de asemenea, format din 26 de episoade, care au fost încheiate la 18 noiembrie 2006. In Romania, serialul a avut premiera in 10 septembrie 2005, pe Jetix. Mai târziu, în 2008 a fost scos din grilă și nu a mai fost difuzat.
În țări precum Franța, Germania, Australia și America Latină, seria a fost numită Action Man: A.T.O.M. și a avut propria sa carte de benzi desenate de la Panini Comics.

## Povestea
Janus Lee, capul celor de la Lee Industries, recrutează un grup de adolescenți talentați. Folosind arme prototip, gadget-uri și vehicule, tinerii Alpha, Axel, King, Hawk, Shark și Lioness își unesc forțele pentru a lupta alături de maestrul minților, Alexander Paine. Totuși, după ce l-au învins pe Paine, au aflat că Lee folosea ADN-ul pentru a crea clone care au puteri cu gene animalice. Tinerii Alpha se alinează încă odată pentru a-l opri pe Lee și armata sa de mutanți.

## Sinopsis
Situat în orașul fictiv Landmark City, Janus Lee este șeful firmei Lee Industries, care deține un concurs de televiziune ca un front pentru a recruta un grup de adolescenți talentați. Câștigătorii concursului, Axel, Regele, Leul, Hawk și Shark primesc arme prototip, gadgeturi și vehicule și își unesc forțele pentru a lupta împotriva creierului criminian Alexander Paine, care este, de asemenea, responsabil pentru moartea tatălui lui Axel și a minionilor săi Spydah și Carne. La sfârșitul primului sezon reușesc să-l învingă pe el și pe bandă.
Cu toate acestea, se dezvăluie că adevăratul scop al lui Lee era să folosească ADN-ul adolescenților pentru a crea clone care să fie alimentate cu gene animale. În timpul celui de-al doilea sezon, cei de la Alpha Teens trebuie să facă din nou o echipă pentru a opri Lee și armata sa de mutanți.

## Producție
Seria a fost anunțată pentru prima dată de Jetix la 6 septembrie 2004, cu titlul de lucru al insiderilor . Acesta a fost conceput special pentru a atrage băieți tineri cu vârsta cuprinsă între 6 și 9 ani, cu lansarea din toamna anului 2005. Inițial, în timp ce seria urma să cuprindă o echipă de adolescenți rebeli, era doar să se concentreze asupra personajului principal care "are sarcina de a urmări și de a atrage 100 dintre cei mai răi ticăloși și creierul care le-au eliberat de închisoare, cunoscutul domn Durere ".  Hasbro a fost anunțat ca licențiator de jucărie pentru Insiderii mai târziu în aceeași lună.  CEO-ul Intermin din cadrul Jetix Europe, Paul Taylor, a spus că "Insideriisunt o serie puternică de acțiune urbană-aventură". 
La 15 noiembrie 2007, Jetix Europe și-a anunțat rezultatele la sfârșitul anului și a declarat în raport că nu au planificat a treia serie de ATOM, anulează efectiv seria.